# スピノーネ・イタリアーノ

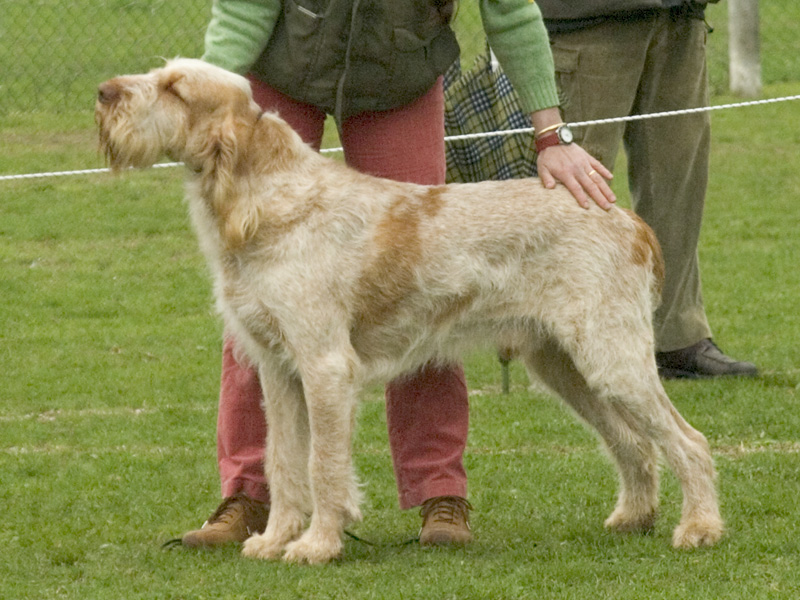
スピノーネ・イタリアーノ

スピノーネ・イタリアーノ（英：Spinone Italiano）とは、イタリア原産のポインター犬種である。単にスピノーネと呼ばれることもあり、別名はイタリアン・スピノーネ（英：Italian Spinone）、イタリアン・ワイアーヘアード・ポインター（英：Italian Wire-haired Pointer）、イタリアン・グリフォン（英：Italian Griffon）。スピノーネという名はとげの多い植物の名前に由来しているといわれているが、何故この名がつけられたのかは諸説がありはっきりしない。

## 歴史
少なくとも13世紀には犬種として存在していた古い犬種で、バルビーやセグージョ・イタリアーノ・ア・ペロ・フォルテ、グリフォン種の犬などを交配させて作出された。後の世になると暗所でも見やすいような白いコートを取り入れるため、ポルスレーヌの血も若干加えられて現在の姿になった。主にポインターとして獲物の方向を主人に知らせるために使われていたが、レトリーバーとして撃たれた獲物を回収したり、セントハウンド（嗅覚猟犬）として自力で獲物を狩ることも出来た。
1950年代になると無計画な交雑の影響により純血個体が減少してしまい、希少化した。現在スピノーネの大半はイタリア国内で飼育されていて、他の国ではあまり見かけることが出来ない。だが、イタリアでは実猟犬としてだけでなくペットやショードッグとしても飼育が行われており、今後ショードッグとして注目される可能性はある。

## 特徴
全身を覆うラフコートが印象的な犬である。見た目はふわふわしていそうにみえるが、実際には硬く丈夫なコートである。口髭や眉毛も目立つ。毛色はホワイトかミルクの単色か、それを地として有色の斑が入ったもの。このコートは雨風や雪、砂ぼこりや泥、いばらから体を守るための防具の役割を果たし、どのような場所や天候でも猟ができるため非常に重宝されていた。体つきはややがっしりとしていて、頭部は大きめ。マズルと脚は長く、目は円形でやや小さめである。耳は長めの垂れ耳、尾はふさふさした垂れ尾だが、短く断尾されることもある。体高61～66cm、体重32～37kgの大型犬で、性格は従順で家族に対しては友好的であるが、防衛本能と警戒心が強い一面もある。見知らぬ人に対しては中々心を開かない。運動量はかなり多く、長めの散歩が必要である。力が強いので万が一のことを防ぐため、訓練はしっかりしておいた方が無難である。かかりやすい病気は大型犬でありがちな股関節形成不全・関節疾患、コートが目に入って起こる眼疾患、地肌が蒸れて起こる皮膚病・皮膚炎、耳の中が蒸れて起こる外耳炎などが挙げられるが、犬種としてかかりやすい病気の数はやや少ない方である。